# 풍산군이종린묘역
풍산군이종린묘역(豊山君李宗鱗墓域)은 대한민국 경기도 성남시 분당구에 있는, 조선 중종의 손자이며 덕양군 이기(李岐)의 장남인 풍산군(豊山君) 이종린(李宗麟, 1538~1611))의 묘역이다. 2005년 7월 28일 경기도의 문화재자료 제136호로 지정되었다.

## 개요
풍산군(豊山君) 이종린(李宗麟, 1538~1611))은 조선 중종의 손자이며 덕양군 이기(李岐)의 장남이다. 1581년 덕양군이 돌아가자 관례에 따라 정경(正卿)의 품계에 오르고 임진왜란 때에는 어가(御駕)를 호종하였다. 소덕대부로서 종친부의 일을 관장하고 사옹원제조와 오위도총부 도총관도 겸임하였다. 이 묘역은 풍산군과 군부인(郡夫人) 박씨의 합장묘이다. 봉분의 호석(護石)은 큰 받침돌을 바닥에 깔고 그 위에 높이 50cm, 평균길이 223cm의 병풍석 8폭을 둘러 조성한 것이 특징적이다. 석물은 묘표(墓表), 상석(床石), 혼유석(魂遊石), 향로석(香爐石) 각 1기 및 문인석 1쌍, 망주석(望柱石) 1쌍이 있다.

## 참고 문헌
- 풍산군이종린묘역 - 국가유산청 국가유산포털